# Actinomyia novaeteutoniae
Actinomyia novaeteutoniae är en tvåvingeart som beskrevs av Lindner 1949. Actinomyia novaeteutoniae ingår i släktet Actinomyia och familjen vapenflugor. Inga underarter finns listade i Catalogue of Life.